# 華厳寺 (京都市)
華厳寺（けごんじ）は、京都府京都市西京区にある臨済宗の寺院。山号は妙徳山（みょうとくさん）。本尊は大日如来。鈴虫を四季を通して飼育しているため、通称「鈴虫寺（すずむしでら）」と呼ばれている。

## 概要
様々な種類の竹を集めた庭園や、わらじを履き、願い事を一つだけ叶えるという「幸福地蔵」、僧侶による参拝者への茶菓のもてなしと鈴虫説法なども有名で、京都市内の寺院の中でも特に積極的な拝観者招致策を展開し、成功した例としても知られる。

## 歴史
享保8年（1723年）、鳳潭（ほうたん）によって創建される。鳳潭は学僧として知られ、華厳宗の復興を志して当寺を創建した。慶応4年（1868年）、慶厳が入寺して臨済宗に改められた。
寺の所在地はかつての最福寺の旧地である。最福寺は平安時代末期、源義家の後裔の延朗上人によって建立されたもので、現在も華厳寺の東方に「谷ヶ堂」という小堂が最福寺の旧跡として残されている。

## 鈴虫の飼育
鈴虫の飼育は先代住職が鈴虫の音色に禅の悟りの境地を感じて開始したとされるが、年中の飼育は卵や成虫の温度管理の試行錯誤の成果とされる。
1977年に隣接する人気寺院である西芳寺（苔寺）が、苔庭を守るために拝観人数を大幅に絞った完全予約制に移行すると、苔寺の参拝者の「おこぼれ」拝観者が多かった華厳寺は、寺宝などがあまりないこともあり、拝観者の大幅な落ち込みが予想された。それに前後して積極的な拝観者招致策が始まることになる。今では鈴虫の数は季節によっての増減はあるが約一万匹が常に成虫の状態である。
今では鈴虫説法でも有名になり、ホームページ上での悩み事相談などがあることもあり、特に女性に人気の寺院となっている。大広間の入場定員がある約30分の鈴虫説法があるため、シーズンの週末などはかなりの入場待ち時間が発生する。寺では公式ホームページで混雑予想を発表している。

## 所在地
京都府京都市西京区松室地家町31

## ギャラリー

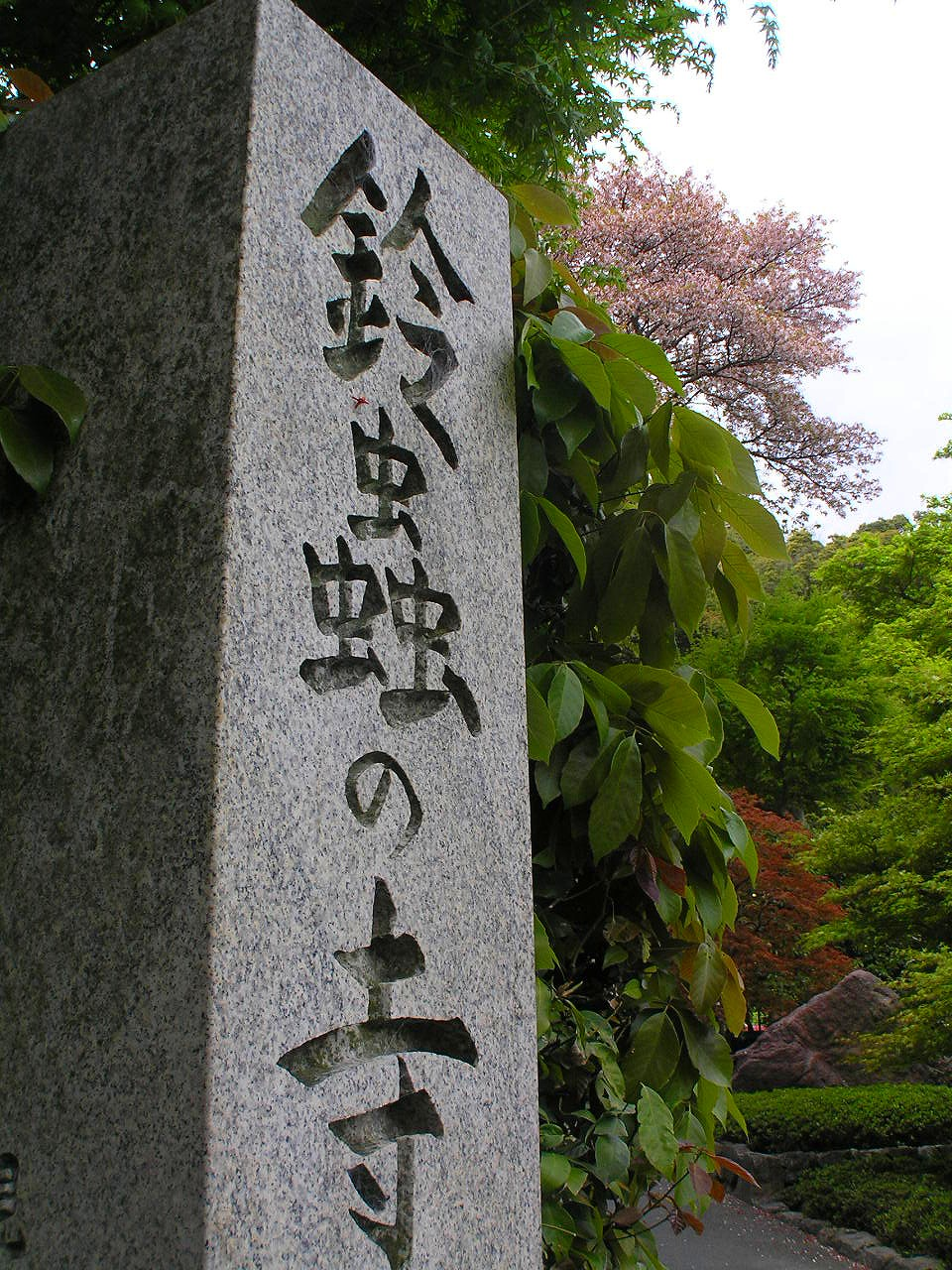
鈴虫の寺として知られる
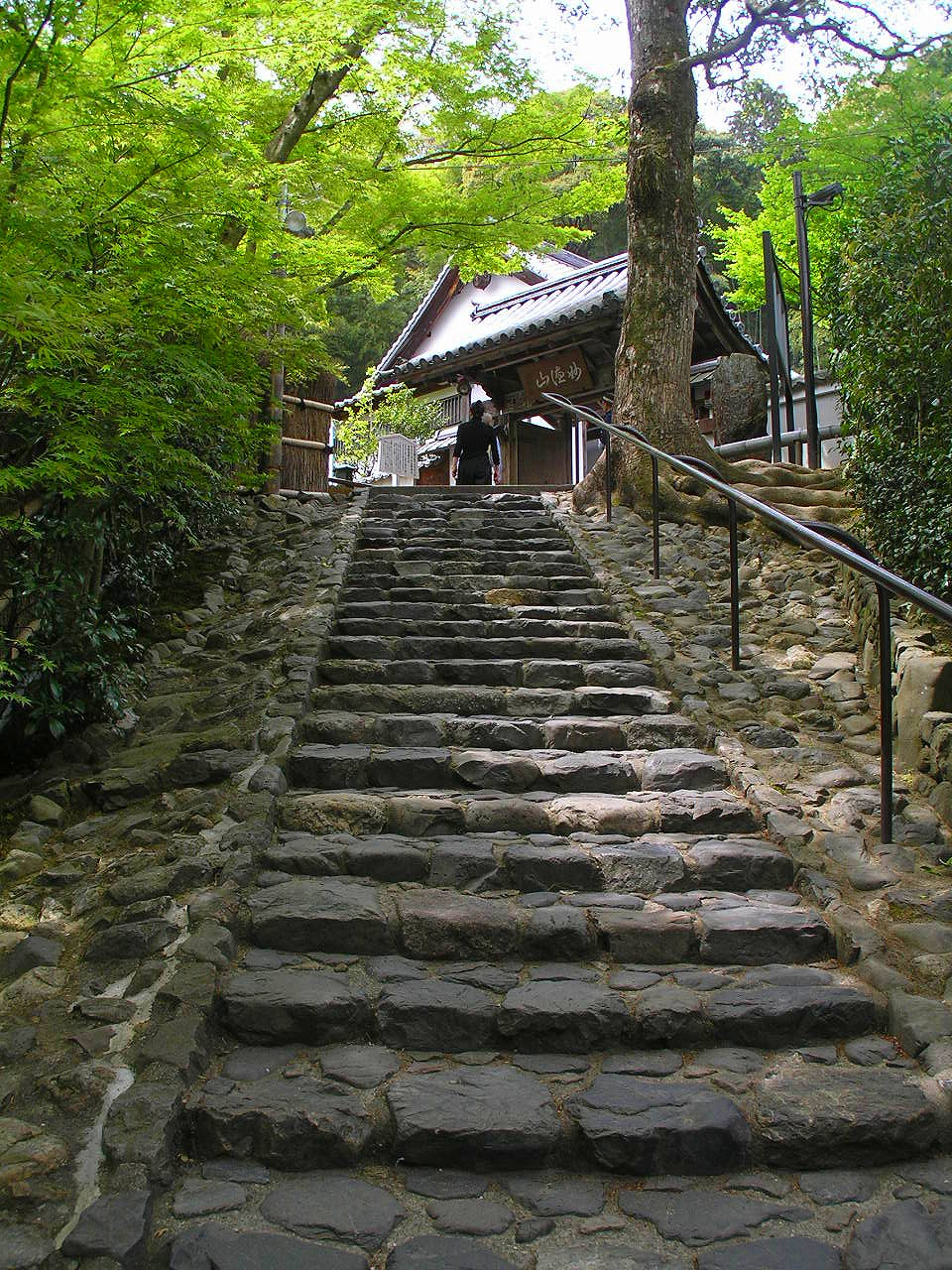
華厳寺への石段
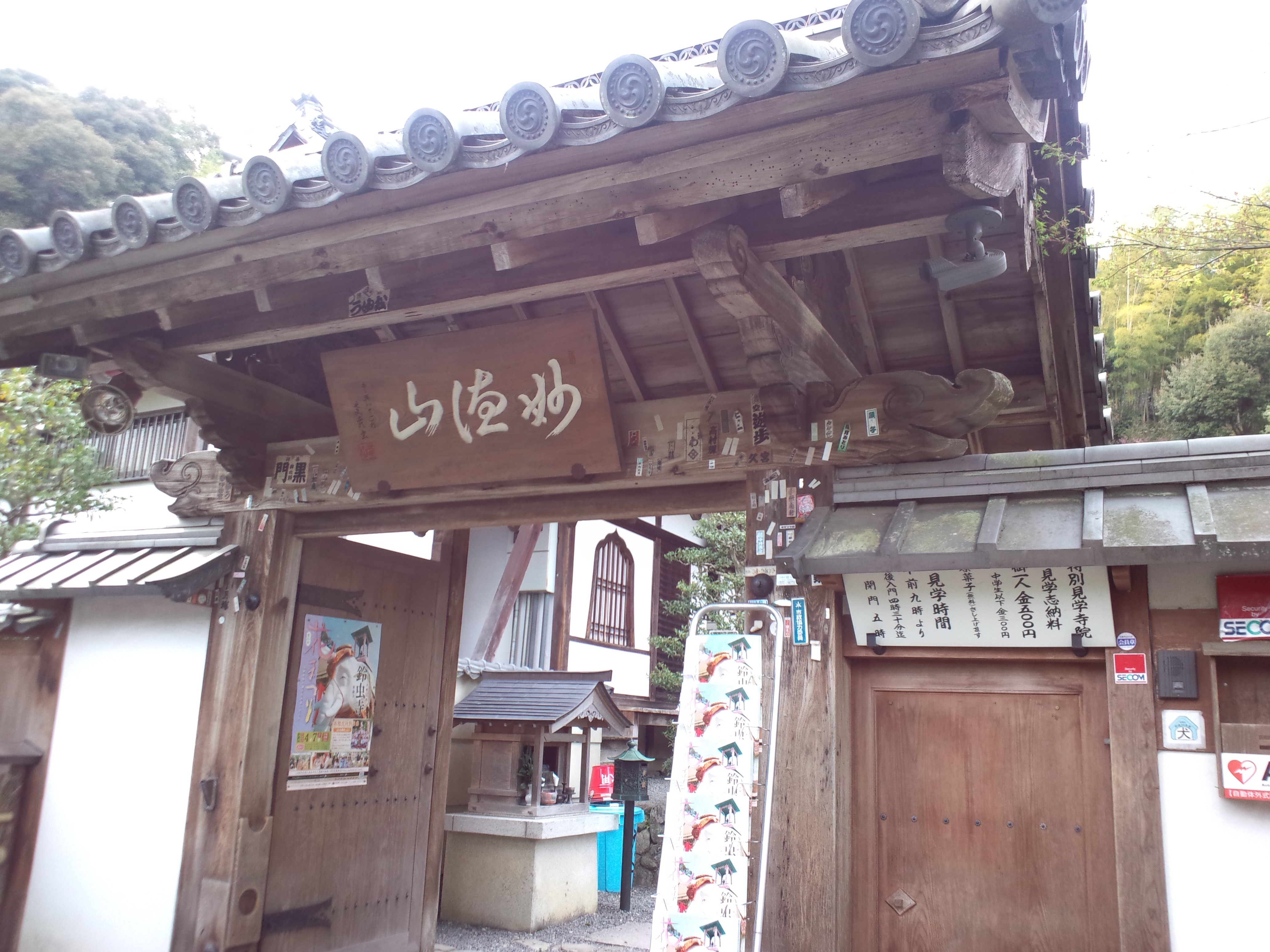
山門
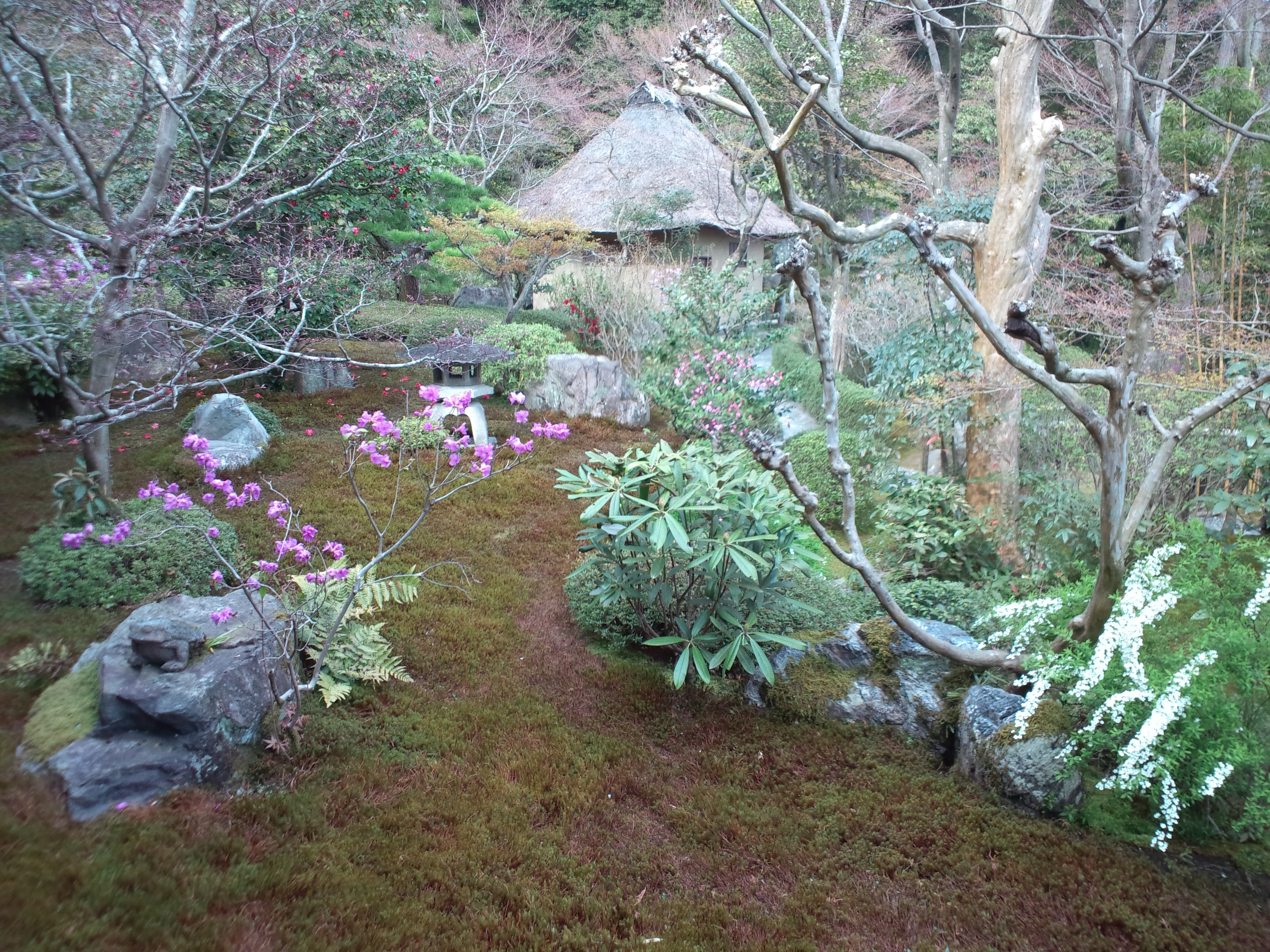
庭園
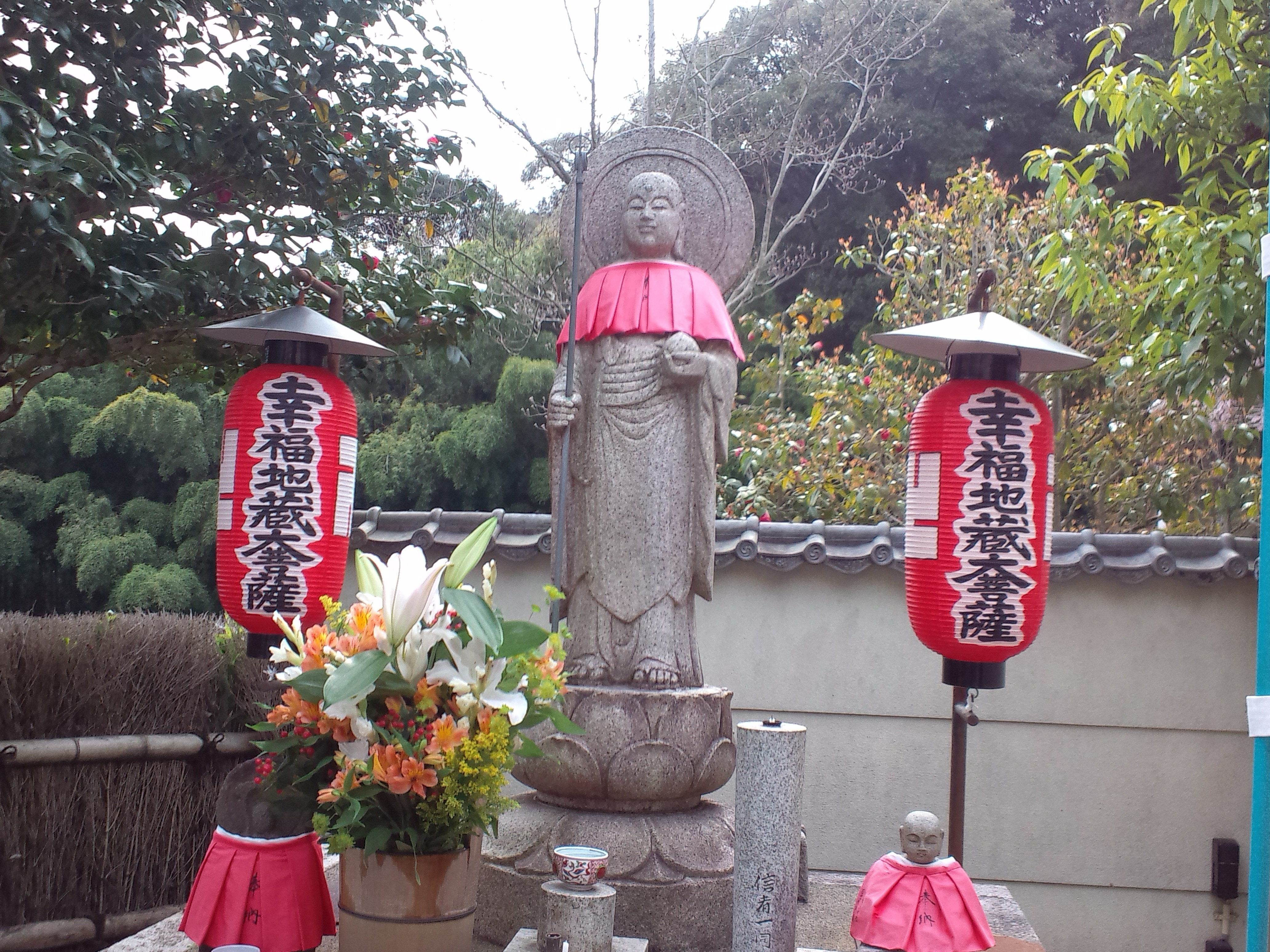
幸福地蔵

## 近隣情報
- 西芳寺（苔寺）
- 池大雅美術館

## 交通アクセス
- 阪急嵐山線松尾大社駅から徒歩20分
- 京都バス「苔寺・すず虫寺」下車すぐ
  - JR・近鉄京都駅から73号系統
  - 阪急京都河原町駅（四条河原町）・京阪三条駅（三条京阪）から63号系統
  - 約70台の無料駐車場があり、周辺には有料駐車場もある。